# K-MIX 2ストライク1ボール
K-MIX 2ストライク1ボール（ケイミックス ツーストライク ワンボール）は、静岡エフエム放送 （K-MIX）が月曜日から木曜日の13時00分 - 15時55分に放送していたラジオ番組である。

## 概要
- 「今週のクチコミュニケーション」と称する週替わりのテーマを設定し、リスナーからメール・Twitter・FAXで寄せられた口コミ情報を番組が取材・紹介する。取材先の協力を得られた場合、翌週の放送にて、リスナー限定のお得なサービスを紹介する（ラジオ版クーポン）。
- K-MIX本社1階のオープンスタジオ「ビュースタ」から公開生放送されていた。
- JFNC制作の番組「Japan Furusato Network」が14時55分より15時まで内包されていた。

歴史
- 2009年11月の「目指せ！首位打者への道〜ヒット量産計画〜」にて企画・製造・販売された「しずおかるた」において、JFN賞2010企画部門地域賞[2]を受賞した。
- 2010年5月11日のテーマ「古き良き民家の面影・・・古民家スポット」の放送において、2010年日本民間放送連盟賞ラジオ生ワイド番組部門優秀賞[3]を受賞した。
- 2011年度より番組は30分短縮。口コミのテーマは日替わりから週替わりに、首位打者候補は月替わりから週替わりに変更されている。番組とTwitterの連動が開始された。番組BBS[4]は2011年3月で閉鎖。
- 「K-MIX LEAGUE-KANOGAWA[5]」終了に伴い、2012年4月より13時スタートに戻る。
- LEAGUE-KANOGAWAの後継として、「KANOGAWA Daily Compact[6]」を内包。
- 2013年3月を以って番組終了（廣木も退社）。

## パーソナリティ
- 廣木弓子

代演
- 御代田悟：2008年9月29日-10月2日。廣木が夏休み（番組内では海外自主トレという扱い）。
- 高原由香子：2009年9月28日-10月1日。廣木が夏休み（自主トレという扱い）。
- 宮本淳子：2010年11月8日-11月11日。「リリーフ登板」。廣木が夏休み（同上）。
- 日下純：2011年9月19日-9月22日。廣木が夏休み（同上）。[7]
- 日下純：2012年3月28日-29日。廣木がインフルエンザのため。
- 加藤ジュン：2012年9月10日-12日。廣木が夏休み（自主トレ）のため。

KANOGAWA Daily Compact レポーター
- 月曜日 - 山本友希子[8][9][10]
- 火曜日 - 花崎阿弓[11]
- 水曜日 - 佐藤愛
- 木曜日 - 外城（）美江[12][13][14]

## タイムテーブル
2013年2月時点。
- 13:00 - オープニング
トーク中のBGMはアレクサンダー・オニールのLord。
- 13:15頃 - 目指せ！首位打者への道〜ヒット量産計画〜
先週の番組内で紹介された店舗から2店舗を選び、お得なサービスや口コミを紹介する。
- 13:30頃 - KANOGAWA Daily Compact
県東部地域4市町の情報を日替わりでリポーターが紹介する。
（月）伊豆市、（火）伊豆の国市、（水）函南町、（木）沼津市
- 13:54頃　パーソナリティブログ
パーソナリティ自身のブログの投稿内容を紹介する。
- 14:00 - K-MIX HEADLINE NEWS
- 14:03頃 - K-MIX Traffic&Weather Information
- 14:10頃 - Today's Setupper
14時台最初（中継ぎ）の楽曲リクエストコーナー。採用された人にはK-MIXのボールペンがプレゼントされる。このコーナーの締めコメントは「ラジオネーム○○さん、見事な中継ぎお疲れ様でした」となる。
- 14:13頃 - ここは、ワンポイントリリーフでお願いしまーす
最近K-MIXで頻繁にオンエアされる曲（表題曲・リード曲）が収録されているシングルやアルバムの中から普段はオンエアされない名曲や珍曲・話題曲を紹介する。
- 14:25頃 - 今日の背番号18番
ゲストコーナー。ゲストがない日は引き続きアーティストの特集となる。
- 14:51頃 - 14時台エンディング
リスナーからの口コミ・メッセージを紹介する。
- 14:55 - Japan Furusato Network（JFNC制作）
- 15:00 - 時報に続いて、K-MIX HEADLINE NEWS
- 15:03頃 - K-MIX Traffic&Weather Information
- 15:10頃 - 今週のクチコミュニケーション
今週のテーマについて、リスナーからの口コミ情報、番組が取材した内容を紹介する。
- 15:20頃 - 
月曜日：
火〜木：うご★ラジ
- 15:32頃 - 愛のピンチヒッター
花のプレゼントのコーナー。贈りたい人へのメッセージも紹介される。
- 15:33頃 - 
月〜水：
木曜日：アイダ設計 MY HOME STYLE
「ア・イ・ダ」で始まるあいうえお作文を募集し、歌劇アイーダの凱旋行進曲に合わせて紹介する。また、家造りの悩み事も募集しており、アイダ設計の社員が出演時に答えてくれる。
- 15:45頃 - エンディング
トーク中のBGMはザ・フーのSubstitute（邦題は「恋のピンチヒッター」）。
- 15:55 - 
月曜日：eかいごナビ いい笑顔！いい介護！
出演＝西連地あゆみ（ポッドキャスティング配信実施）
火〜水：MEGA PUSH TRACK NOW!
出演＝当月のMEGA PUSH TRACK（ヘヴィー・ローテーション）対象の邦楽アーティスト
木曜日：ちょっとそこまでアディーレ法律相談室
出演＝河村由美

## 備考
- 2008年度の毎月第一火曜日は、「K-MIXが聴けるお店」がテーマとなっていた。
- この番組では野球用語並びに、野球にまつわるBGMや効果音が多く使われている。
  - オープニングでは「プレイボール」のかけ声により始まり、エンディングでは「ゲームセット」のかけ声で締めくくられる。ちなみに、Boom!では「キックオフ」。
  - オープニングの最初の提供クレジットではサイレンの効果音が鳴る。
  - 「毎日がポテンヒット」のコーナーでは、回答内容によって「アウト」などの効果音がある。また、バットの金属音がこのコーナーに限らず多く使われている。
  - 「今日のワンポイントリリーフ」でかかる曲の最後に「ストライク」の効果音がかかる。
  - 提供クレジット、メール紹介のBGMは大滝詠一「恋のナックルボール」のインストバージョン。
  - 「今週の1人ドラフト会議」のジングルはテレビアニメ「巨人の星」の主題歌のイントロの一部。
  - 「愛のピンチヒッター」のBGMはTake Me Out to the Ball Gameのピアノバージョン。
- 口コミテーマが翌日に続く場合は「延長再試合」という表現を用いる。
- 2008年7月21日は、毎年Afternoon Boulevard時代から続いている静波での公開生放送が行われた。ここでの表現は「遠征試合」。

### エピソード
- 2008年7月28日には、浜松球場で行われたプロ野球の公式戦の始球式に廣木が登板した。ユニフォームは白を基調とし、胸に2ストライク1ボールのロゴ、帽子には自局のキャッチフレーズ「boot up your emotion」の「b」のロゴ、背中には「HIROKI」の文字が描かれており、背番号はK-MIXの浜松の周波数でもある「78.4」。
- 2008年8月23日から24日にかけ、この番組の口コミをもとに、廣木が富士登山に挑戦した。
- 2009年11月度の「目指せ！首位打者への道」は初の自社制作商品「しずおかるた」。リスナーからの意見をもとに「かるた」を制作。事前予約360個が集まらないと販売しないノルマ制であったが、無事達成された。

### スピンオフ企画
- 忘れられない名選手 〜あの声をもう一度〜（2009年7月12日19:00 - 20:00放送）
大井川鐵道金谷〜千頭「たそがれ終電切符」で周遊。
- 忘れられない名選手 〜あの声をもう一度〜（第2弾、2009年10月18日19:00 - 20:00放送）
「いとうぶらんぽ」をもとに伊東の街歩き。
- 忘れられない名選手 〜あの声をもう一度〜（第3弾、2009年12月20日19:00 - 20:00放送）
浜松カレー「Spice Cafe Bija」の店主を迎えインタビュー
- 忘れられない名選手 〜あの声をもう一度〜（第4弾、2010年5月30日19:00 - 20:00放送）
子供家具のお店「ete」にインタビュー。